# علي بن عبد الرحمن الصوري
أبو طالب علي بن عبد الرحمن الصوري الملقب بـبهجة الملك (ق. 1068 - 17 أكتوبر 1142) (ق. 460 - 25 ربيع الأول 537) عالم مسلم وقاضي شامي من أهل الحادي عشر الميلادي/الخامس الهجري. ولد في صور لعائلة معروفة ونشأ ودرس بها. ثم في القاهرة وبغداد ودمشق. برز في علم الحديث. عيّن قاضيًا في مسقط رأسه، ثم انتقل إلى دمشق وسكنها حتى وفاته. دفن بمقبرة الباب الصغير. ومن آثاره بقي بعض الأبيات في شيخوخة.

## سيرته
هو بهجة الملك علي بن عبد الرحمن بن محمد بن عبد الله بن علي بن عياض بن أبي عقيل، أبو طالب الصوري. وهو من أسرة بني أبي عقيل التي حكمت صور مدة في العصر الفاطمي، أصلهم من حران. 

ولد بصور بعد سنة 460 هـ/ 1068 م وسمع بها من نصر المقدسي، ثم انتقل إلى مصر وأقام بها مدة، وسمع بها أبو الحسن علي بن الحسن الخِلَعي في فسطاط، وأبو الحسن محمد بن عبد الله بن داود الفارسي. 

ثم دخل بغداد سنة 510 هـ/ 1116 م وسمع بها من أبي القاسم بن بيان وأبو طالب الزيني. ثم ذهب إلى دمشق، وكان من أعيان فيها، وسمعه فيها ابن عساكر، فكتب عنه.

وكان الصوري كثير الدرس للقرآن، عدّه أبو سعد السمعاني من شيوخه، ووقال « ومن شيوخنا: أبو طالب علي بن عبد الرحمن بن أبي عقيل الصوري، وبيت أبي عقيل بيت الفضل والقضاء والتقدم، لقيته بدمشق، وكتبت عنه وقرأت عليه عدة كتب. قرأت عليه المعجم لابن الأعرابي، ومولد بعد الستنين بصور، وكان يلقب بـالقاضي بهجة الملك. »

وفي علم الحديث، روي عنه ابن عساكر، وأبو المنفضل محمد بن الحسين الدمشقي، وسمعته زمردة بنت ماديلي الخاتون، أخت الملك دقاق تاج الدولة لأمه، وسمعه أبراهيم بن نصر النهاوندي، وسرايا بن هبة الحراني، وأبو نصر عبد الصمد بن ظفر الحلي. 

قال ابن شاكر الكتبي عنه «كان والده وجده من قضاة صور، وله البيت العريق في العلم والقضاء والرياسة، وكان شخصًا مهيبًا وقورًا حسن السيرة ظاهر الديانة والصيانة، وانتقل من صور إلى مصر وأقام بها مدة ثم انتقل إلى دمشق وسكنها، ودخل بغداد في سنة 510 هـ.»

توفي أبو طالب بن أبي عقيل يوم السبت آخر النهار 25 ربيع الأول 537/ 17 أكتوبر 1142 في دمشق ودفن غداه بمقبرة باب الصغير في مقبرة جده لأمه أبو الفتح المصيصي، وحضرت دفنه والصلاة عليه.

## شعره
قال السمعاني: وأنشدنا لنفسه هذه الأبيات: